# Adrien Graizely
Adrien (Eugène) Graizely, né le 12 avril 1845 à La Chaux-de-Fonds (Suisse) et mort le 19 mars 1933 à Besançon (Doubs), était un ouvrier-horloger, syndicaliste et homme politique français.
Il créer le syndicat de monteurs de boites d’argent dans le canton de Neuchâtel en 1873,, qui s'illustre immédiatement par un relèvement des salaires de 20 % obtenu à la suite d'actions. Mais Adrien Graizely se retrouvant sans-emploi en 1876, il décide de s'installer dans la capitale comtoise et son bassin horloger réputé,
. Si de premiers syndicats se dessinent dès 1841 mais surtout en 1869 et jusqu'à la Commune de Besançon, à cette époque il ne trouve plus qu'une organisation mixte entre patrons et ouvriers officialisée l'année précédente,. Il milite alors  pour exclure les employeurs et organiser la classe ouvrière de manière indépendante, ce qu'il réussit dès la fin 1876,,,,,,,.
À partir de cette première expérience, entre 1878 et 1891 Graizely fédère d'autres professions : boitiers-or, typographes, graveurs, repasseurs-remonteurs, métallurgistes, tailleurs de pierre, etc,. la première fédération locale des syndicats est établie en 1891, devenue l'année suivante la Fédération ouvrière de Besançon et de Franche-Comté,. Une bourse du travail est instaurée en 1894, dont il devient le secrétaire permanent jusqu'en 1924. Bien que membre du POSR, Graizely promeut un syndicalisme résolument réformiste. Méfiant envers la direction alors révolutionnaire de la CGT locale, il fera l'objet de critiques de la base notamment lors d'une grève aux soieries des Près-de-Vaux en 1908.
En son honneur, une plaque et une salle de la maison du peuple lui sont dédiées.